# Zespół mioklonii i opsoklonii
Zespół mioklonii i opsoklonii (zespół Kinsbourne'a, encefalopatia miokloniczna Kinsobourne'a, ang. opsoclonus myoclonus syndrome, OMS, OM, myoclonic encephalopathy, dancing eyes syndrome) – neurologiczny zespół paranowotworowy, występujący zazwyczaj u dzieci, związany z nerwiakiem płodowym (neuroblastoma).

## Historia
Zespół opsoklonie/mioklonie został opisany przez Marcela Kinsbourne′a w 1962 roku. Termin opsoklonii wprowadził w 1913 Kazimierz Orzechowski. Solomon i Chutorian w 1968 roku wykazali związek przyczynowo-skutkowy między ruchami gałek ocznych a neuroblastoma.

## Epidemiologia
OMS jest niezwykle rzadką chorobą, zapadalność roczną szacuje się na 1:10 000 000. U dzieci w połowie przypadków OMS związany jest z neuroblastoma. W grupie pacjentów z neuroblastoma OMS rozwija się u 2-3%. Średnia wieku zachorowania to około 19 miesięcy (6-36 miesięcy), częstszy jest u dziewczynek. U dorosłych OMS występuje jako składowa zespołu Ri w przebiegu raka sutka, a także jako rewelator nowotworów narządu rodnego u kobiet i raka drobnokomórkowego płuc.

## Patomorfologia
W obrazie histopatologicznym obserwuje się zanik komórek Purkinjego oraz neuronów jąder oliwkowych dolnych.

## Objawy i przebieg
Na obraz kliniczny OMS składają się:
- chaotyczne, nieregularne ruchy gałek ocznych, niekiedy nasilone przy próbie fiksacji spojrzenia – opsoklonie
- mioklonie
- ataksja móżdżkowa
- dysfazja
- mutyzm
- ślinotok
- zez
- nudności i wymioty.

## Rozpoznanie
Rozpoznanie opiera się na obrazie klinicznym i wynikach badań dodatkowych. Metody western blotting i badania immunohistochemiczne pozwalają wykazać obecność przeciwciał przeciwko antygenom onkoneuronalnym:
- anty-Ri
- anty-amfifizyna I
- anty-Hu.

Badanie płynu mózgowo-rdzeniowego może ujawnić pleocytozę rzędu 29/mm³.

## Leczenie
Leczenie polega na leczeniu choroby podstawowej, i na postępowaniu immunomodulującym. Opsoklonie leczone są objawowo klonazepamem i propranololem, mioklonie ustępują po zastosowaniu triheksyfenidylu, benzatropiny i kwasu walproinowego.